# Лисинцево
Лисинцево, Лисинцово — деревня в Наро-Фоминском районе Московской области, входит в состав городского поселения Селятино. До 2006 года Лисинцево входило в состав Новофёдоровского сельского округа.

## Описание
Деревня расположена на северо-востоке района, на берегу безымянного левого притока реки Пахра, примерно в 20 километрах к востоку от Наро-Фоминска, у границы Троицкого административного округа Москвы, высота центра над уровнем моря 188 м. Ближайшие населённые пункты — Лукино (1,5 км на юго-запад, Троицкий административный округ) и Жёдочи (1,5 км на северо-запад).

### Население
| 2002 | 2006 | 2010 |
| ---- | ---- | ---- |
| 0    | →0   | ↗9   |

## История
Владельцы села: капитан Николай Максимович Исаков (1813, 1814), военный советник и кавалер Яков Иванович де Сан Елена (1817), поручик Алексей Григорьевич Макаров и его супруга Агриппина Васильева (1823), майорская дочь Александра Николаевна Кологривова (1829), граф Ираклий Ираклиевич Марков (1833), подполковник Егор Александрович де Бриньи / Дебрин (1842, 1846), наследники гвардии полковника Михаила Николаевича Семенова (1862). 

## Церковь иконы Божией Матери «Знамение»
Каменная церковь была построена в 1770 г. попечением секунд-майора Андрея Иродионовича Кошелева и его супруги Анны Васильевны. Главный престол освящен в честь иконы Пресвятой Богородицы «Знамение», в теплой трапезной правый придел освящен во имя святителя Николая, левый — во имя святителя Алексия, Митрополита Московского.
Новая Знаменская церковь была построена в 1863 г. тщанием прихожан и московских купцов Иоанна и Павла Жилиных.
В Знаменской церкви совершали служение иеромонах Гавриил (Гур), и диакон Николай Запольский. Преподобномученик Гавриил был арестован и расстрелян в 1937 г. на полигоне Бутово. Священномученика Николая расстреляли в 1938 г. и погребли в общей безвестной могиле там же. 
Знаменскую церковь взорвали.
В 2003 г. зарегистрирован приход Знаменской церкви деревни Лисинцево. С 2014 года идет строительство нового храма.

### Клир
Священники:
- Никита Петров (ок. 1726-?) - в 1770-1790-е
- Василий Иоаннов (Виноградов) (ок. 1778-?) — примерно с 1808 до 1824, внук предыдущего по материнской линии
- Иоанн Васильев Мошков (ок. 1775-?) — с 1824 по 1840-е
- Василий Адрианов Ильинский (1834-?) — в 1850-1860-е

| Год  | Священник                                                                                                  | Диакон                                                                                    | Дьячок                                                                            | Пономарь                                                                                               |
| ---- | --- | ----------------------------------------------------------------------------------------- | --------------------------------------------------------------------------------- | --- |
| 1772 | Никита Петров, жена его Прасковья Никифорова (ок. 1728-?)                                                  | Иоанн Тимофеев (Виноградов), жена его Прасковья Никитина (ок. 1754-1820), дочь священника | в должности дьячка: Михаил Никитин (ок. 1756-?), сын священника                   | в должности пономаря: Симеон Никитин (ок. 1759-?), сын священника                                      |
| 1773 | Никита Петров, жена его Прасковья Никифорова (ок. 1728-?)                                                  | Иоанн Тимофеев (Виноградов), жена его Прасковья Никитина (ок. 1754-1820), дочь священника | Михаил Никитин (см. выше)                                                         | — нет —                                                                                                |
| 1783 | Никита Петров, жена его Прасковья Никифорова (ок. 1728-?)                                                  | — нет —                                                                                   | Михаил Никитин (см. выше)                                                         | ? |
| 1795 | Никита Петров, жена его Прасковья Никифорова (ок. 1728-?)                                                  | — нет —                                                                                   | Михаил Никитин (см. выше)                                                         | Кирилл Ильин (ок. 1731-?), его жена Неонилла Феоктистова (ок. 1727-?)                                  |
| 1813 | Василий Иоаннов (Виноградов), внук предыд. священника, сын диакона; жена его Мария Яковлева (ок. 1783 - ?) | Стефан Константинов (ок. 1747-1813)                                                       | Павел Иванов (ок. 1788-?), жена его Дарья Федорова (ок. 1790-?)                   | Никита Михайлов (ок. 1790 - 1813), жена его Марья Михайлова (ок. 1792-?), дочь дьячка Михаила Никитина |
| 1814 | Василий Иоаннов (Виноградов), внук предыд. священника, сын диакона; жена его Мария Яковлева (ок. 1783 - ?) | Михаил Стефанов (ок. 1781-?), жена его Наталья Николаева (ок. 1783-?)                     | Павел Иванов (ок. 1788-?), жена его Дарья Федорова (ок. 1790-?)                   | Егор Никитин (ок. 1788-?), жена его Евдокия Федорова (ок. 1788-?)                                      |
| 1816 | Василий Иоаннов (Виноградов), внук предыд. священника, сын диакона; жена его Мария Яковлева (ок. 1783 - ?) | Михаил Стефанов (ок. 1781-?), жена его Наталья Николаева (ок. 1783-?)                     | Павел Иванов (ок. 1788-?), жена его Дарья Федорова (ок. 1790-?)                   | Егор Никитин (ок. 1788-?), жена его Евдокия Федорова (ок. 1788-?)                                      |
| 1817 | Василий Иоаннов (Виноградов), внук предыд. священника, сын диакона; жена его Мария Яковлева (ок. 1783 - ?) | Михаил Стефанов (ок. 1781-?), жена его Наталья Николаева (ок. 1783-?)                     | Павел Иванов (ок. 1788-?), жена его Дарья Федорова (ок. 1790-?)                   | Егор Никитин (ок. 1788-?), жена его Евдокия Федорова (ок. 1788-?)                                      |
| 1820 | Василий Иоаннов (Виноградов), внук предыд. священника, сын диакона; жена его Мария Яковлева (ок. 1783 - ?) | — нет —                                                                                   | Павел Иванов (ок. 1788-?), жена его Дарья Федорова (ок. 1790-?)                   | Егор Никитин (ок. 1788-?), жена его Евдокия Федорова (ок. 1788-?)                                      |
| 1822 | Василий Иоаннов (Виноградов), внук предыд. священника, сын диакона; жена его Мария Яковлева (ок. 1783 - ?) | — нет —                                                                                   | Павел Иванов (ок. 1788-?), жена его Дарья Федорова (ок. 1790-?)                   | в должности пономаря находящийся запрещенный священник Василий Иоаннов                                 |
| 1823 | Василий Иоаннов (Виноградов), внук предыд. священника, сын диакона; жена его Мария Яковлева (ок. 1783 - ?) | — нет —                                                                                   | Павел Иванов (ок. 1788-?), жена его Дарья Федорова (ок. 1790-?)                   | в должности пономаря находящийся запрещенный священник Василий Иоаннов                                 |
| 1824 | Василий Иоаннов (Виноградов), внук предыд. священника, сын диакона; жена его Мария Яковлева (ок. 1783 - ?) | ?                                                                                         | Андрей Петров Протопопов (ок. 1786-?), его жена Настасья Андреева (ок. 1806-?)    | Иван Андреев Страхов (ок. 1808 - ?), его жена Анисья Андронова (ок. 1808-?)                            |
| 1824 | Иоанн Васильев Мошков (ок. 1775-?), жена его Наталья Андреева (ок. 1791- до 1843)                          | ?                                                                                         | Андрей Петров Протопопов (ок. 1786-?), его жена Настасья Андреева (ок. 1806-?)    | Иван Андреев Страхов (ок. 1808 - ?), его жена Анисья Андронова (ок. 1808-?)                            |
| 1829 | Иоанн Васильев Мошков (ок. 1775-?), жена его Наталья Андреева (ок. 1791- до 1843)                          | — нет —                                                                                   | Андрей Петров Протопопов (ок. 1786-?), его жена Настасья Андреева (ок. 1806-?)    | Иван Андреев Страхов (ок. 1808 - ?), его жена Анисья Андронова (ок. 1808-?)                            |
| 1833 | Иоанн Васильев Мошков (ок. 1775-?), жена его Наталья Андреева (ок. 1791- до 1843)                          | — нет —                                                                                   | Андрей Петров Протопопов (ок. 1786-?), его жена Настасья Андреева (ок. 1806-?)    | Иван Андреев Страхов (ок. 1808 - ?), его жена Анисья Андронова (ок. 1808-?)                            |
| 1834 | Иоанн Васильев Мошков (ок. 1775-?), жена его Наталья Андреева (ок. 1791- до 1843)                          | — нет —                                                                                   | Андрей Петров Протопопов (ок. 1786-?), его жена Настасья Андреева (ок. 1806-?)    | Иван Андреев Страхов (ок. 1808 - ?), его жена Анисья Андронова (ок. 1808-?)                            |
| 1842 | Иоанн Васильев Мошков (ок. 1775-?), жена его Наталья Андреева (ок. 1791- до 1843)                          | — нет —                                                                                   | Андрей Петров Протопопов (ок. 1786-?), его жена Настасья Андреева (ок. 1806-?)    | Иван Андреев Страхов (ок. 1808 - ?), его жена Анисья Андронова (ок. 1808-?)                            |
| 1846 | Иоанн Васильев Мошков (ок. 1775-?), жена его Наталья Андреева (ок. 1791- до 1843)                          | — нет —                                                                                   | Андрей Петров Протопопов (ок. 1786-?), его жена Настасья Андреева (ок. 1806-?)    | Иван Андреев Страхов (ок. 1808 - ?), его жена Анисья Андронова (ок. 1808-?)                            |
| 1857 | Василий Адрианов Ильинский, жена его Елена Иванова (ок. 1830-?)                                            | — нет —                                                                                   | Павел Мефодиев Воскресенский (ок. 1836-?), жена его Матрона Андреева (ок. 1833-?) | Петр Гаврилов Цветков (ок. 1837-?), жена его Анна Иванова (ок. 1835-?)                                 |
| 1865 | Василий Адрианов Ильинский, жена его Елена Иванова (ок. 1830-?)                                            | Иоанн Федотов (ок. 1838-?), жена его Александра Матвеева (ок. 1844-?)                     | Павел Мефодиев Воскресенский (ок. 1836-?), жена его Матрона Андреева (ок. 1833-?) | Петр Гаврилов Цветков (ок. 1837-?), жена его Анна Иванова (ок. 1835-?)                                 |